# Pilot (Rick & Morty)
El Piloto de Rick & Morty (conocido como "Buscando las semillas" en Latinoamérica y España) es el episodio piloto de la primera temporada de la serie de televisión animada para adultos, humor negro y ciencia ficción: Rick y Morty. El episodio fue emitido originalmente en los Estados Unidos el 25 de octubre del 2014 por el segmento adulto de Cartoon Network; Adult Swim mientras que en España el episodio se estrenó el 1 de noviembre del mismo año por otra parte para Latinoamérica el episodio fue lanzado por la plataforma de Netflix el 1 de octubre del 2016. Fue escrito por Dan Harmon en conjunto con Justin Roiland y dirigido por este último. 
La premisa de la serie sigue a Rick Sánchez un científico loco alcohólico y nihilista que arrastra frecuentemente a su nieto de 14 años Morty Smith a sus surrealistas y extremas aventuras lo que resulta en experiencias traumatizantes para el adolescente. 

## Argumento
Un ebrio Rick despierta a su nieto Morty y lo lleva en su nave alardeando que fabricó una bomba de neutrinos para exterminar a la humanidad con tal de tener un nuevo inicio. Morty se las arregla para convencer a su abuelo de aterrizar, Rick se desmaya poco después, lo que acaba salvando el día. 
Al día siguiente Rick acompaña a la familia de su hija adulta Beth Smith en el desayuno, ignorando las reclamaciones de su yerno Jerry quien trata inútilmente de convencer a su esposa de que el científico es una mala influencia para su hijo. Más tarde en la escuela Morty es rescatado de un bullying cuando Rick lo congela con tal de llevarse a su nieto en una aventura donde necesita su apoyo. Ambos dejan congelados al joven que muere cuando su cuerpo cae y se destruye en pedazos delante de Summer, la hermana mayor de Morty que queda devastada por lo ocurrido.
Rick lleva a Morty a una dimensión alterna donde crecen unas semillas apodadas "mega semillas", las cuales son necesarias para la investigación del primero. Él le pide a Morty que lo ayude a recolectarlas al usar unos zapatos especiales que le permiten escalar todo tipo de superficie pero el adolescente olvida encender los zapatos lo que ocasiona que se fracture las dos piernas. En respuesta Rick busca un suero de otra realidad que le permite sanar los huesos en cuestión de segundos. No obstante al haber usado la pistola de portales sin cuidado, esto deja a ambos varados en la dimensión por lo que Rick sugiere que usen una terminal interdimensional regida por el concejo galáctico, una organización que no respeta y con la que tiene conflictos, también le pide a Morty que oculte las semillas en su recto dado que su recolección se considera ilegal.  
En la tierra Jerry visita a Beth en una plena cirugía a un caballo para hablarle sobre un asilo donde pueden hospedar a Rick. Si bien Beth protesta en un inicio, ella acaba por convencerse tras recibir una llamada del director Vagina, quien les comenta que Morty ha faltado regularmente a clases.
En la aduana del concejo Rick y Morty fracasan en su plan de pasar desapercibidos cuando descubren que hay una máquina que detecta objetos en los rectos por lo que tienen que abrirse paso violentamente entre los soldados y guardias muy a pesar de que a Morty le pesa tener que herir o asesinar a seres que solo cumplen su trabajo. Rick consigue abrir un portal a la tierra de la que provienen para aparecer en la cafetería de la escuela donde son atrapados en el acto por Jerry y Beth.
Mientras se preparan para llevar a Rick a un asilo este consigue probar ante los padres de Morty que posee inteligencia superhumana cuando es capaz de recitar la raíz cuadrada de pi y la ley de la termodinámica. Beth concluye que no quiere renunciar a la presencia de su padre y se retira junto a Jerry quien tiene que admitir que estaba equivocado de sus sospechas. Una vez que están solos Rick aprovecha para decirle a Morty que su superinteligencia es producto de las semillas disolviéndose en su recto lo que le provoca una parálisis parcial a Morty que comienza a retorcerse en el suelo mientras su abuelo comienza a desvariar al declarar que lo obligara a buscar más semillas y que seguirán saliendo por más aventuras arriesgadas.

## Producción

### Antecedentes y Origen
En 2006, Roiland fue despedido de su trabajo en una serie después de invertir sus esfuerzos e ideas creativas para una webiserie para Channel 101. El resultado fue La verdaderas aventuras animadas de Doc y Mharti, un corto estelarizado por parodias del Doctor Brown y Marty McFly, personajes de la trilogía Volver al futuro. En el corto, en el que Harmon apodaría como "una bastardización, una vandalización pornográfica", Doc Smith le revela a Mharti que la solución a todos sus problemas es darle sexo oral. La audiencia reaccionó al corto salvajemente, y Roiland comenzó a crear más cortos involucrando a los personajes, que pronto evolucionó de su concepto original y de su obvio origen de la película que lo inspiró. Harmon finalmente crearía y produciría Community, una sitcom de NBC mientras Roiland participaría prestando su voz para series infantiles como Fish Hooks de Disney Channel y en Cartoon Network con Adventure Time.

## Recepción

### Audiencia
Durante su día de emisión el episodio fue visto por 1.1 millones de espectadores durante su primera transmisión por el canal Adult Swim.

### Respuesta de la crítica
Zach Handlen de The A.V. Club le dio al episodio una B+, argumentando que "[los espectadores] nunca se les permitirá olvidar las implicaciones oscuras de las ambiciones de Rick. Lo que significa que aun hay riesgos, volviendo las bromas más graciosas y manteniendo las historias interesantes." Jason Strabas de ScreenRant fue generalmente positivo en su reseña del episodio, comparandola con Doctor Who y The Hitchhiker's Guide to the Galaxy, algunas de las inspiraciones de Harmon.